# Leroy F. Aarons
 (janvier 2016).
Si vous disposez d'ouvrages ou d'articles de référence ou si vous connaissez des sites web de qualité traitant du thème abordé ici, merci de compléter l'article en donnant les références utiles à sa vérifiabilité et en les liant à la section « Notes et références ».
Pour les articles homonymes, voir Aarons.
Leroy Roy F. Aarons, né le 8 décembre 1933 et mort le 28 novembre 2004, est un journaliste américain, rédacteur, auteur, dramaturge, librettiste, membre fondateur du Robert C. Maynard Institute for Journalism Education (en) et fondateur de la National Lesbian and Gay Journalists Association (en) (NLGJA) qui l'intronise en 2005 dans le cadre du Temple de la renommée incarné par le Hall of Fame for Great Americans sis dans l'enceinte du Bronx Community College (en) de l'université de la Ville de New York.

## Source
- (en) Cet article est partiellement ou en totalité issu de l’article de Wikipédia en anglais intitulé « Leroy F. Aarons » (voir la liste des auteurs).